# Change-eilanden
De Change-eilanden (Engels: Change Islands) zijn een eilandengroep voor de noordkust van het Canadese eiland Newfoundland, direct ten westen van Fogo Island. Change Island en Diamond Island, de twee hoofdeilanden, zijn via een brug met elkaar verbonden. Het bewoonde gedeelte van de archipel vormt een gemeente met dezelfde naam.

## Geschiedenis
In 1951 werd de vissersnederzetting Change Islands door het provinciebestuur erkend als een gemeente.

## Geografie
Change Island (22,5 km²) is het zuidelijkste en tegelijk bij verre het grootste eiland van de tot de Kittiwake Coast behorende archipel. Het heeft een lengte van bijna 12 km langs de noord-zuidas, maar bereikt nergens een breedte van 3 km. In het noorden wordt het door de amper 80 meter brede Main Tickle gescheiden van Diamond Island (2 km²). Vooral vlak voor de kust van Diamond Island ligt nog een groot aantal kleine rotseilandjes en klippen, waarvan het grootste 0,33 km² meet.
De archipel ligt ten westen van Fogo Island en ten oosten van New World Island. Ze wordt van dat laatste eiland gescheiden door het noordelijke gedeelte van de Hamilton Sound.

## Demografie
Toen Change Islands in 1951 als gemeente erkend werd, telde de plaats meer dan 900 inwoners. De plaats kende sinds dan echter 25 jaar lang een onafgebroken bevolkingsdaling. Na een beperkt herstel eind jaren 1970 zette de dalende trend zich onafgebroken verder. Ten tijde van de meest recente volkstelling van 2021 woonden er nog 184 inwoners. Dat komt neer op een daling van 735 inwoners (-80,0%) tegenover 70 jaar eerder.
- Bron: Statistics Canada (1951–1986[1], 1991–1996[3], 2001–2006[4], 2011–2016[5], 2021[6])

## Galerij

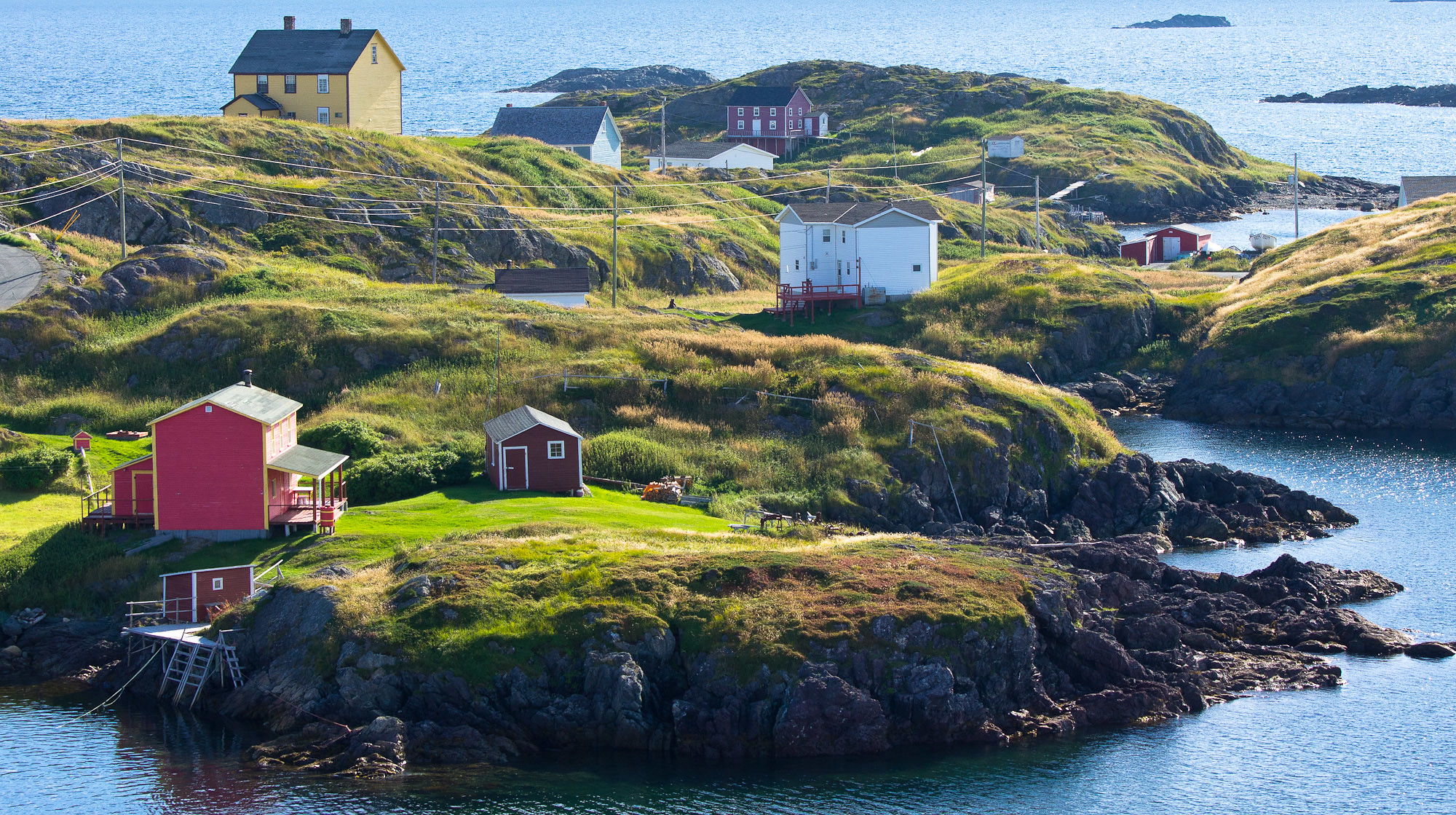
Zicht op de bewoningskern van de archipel
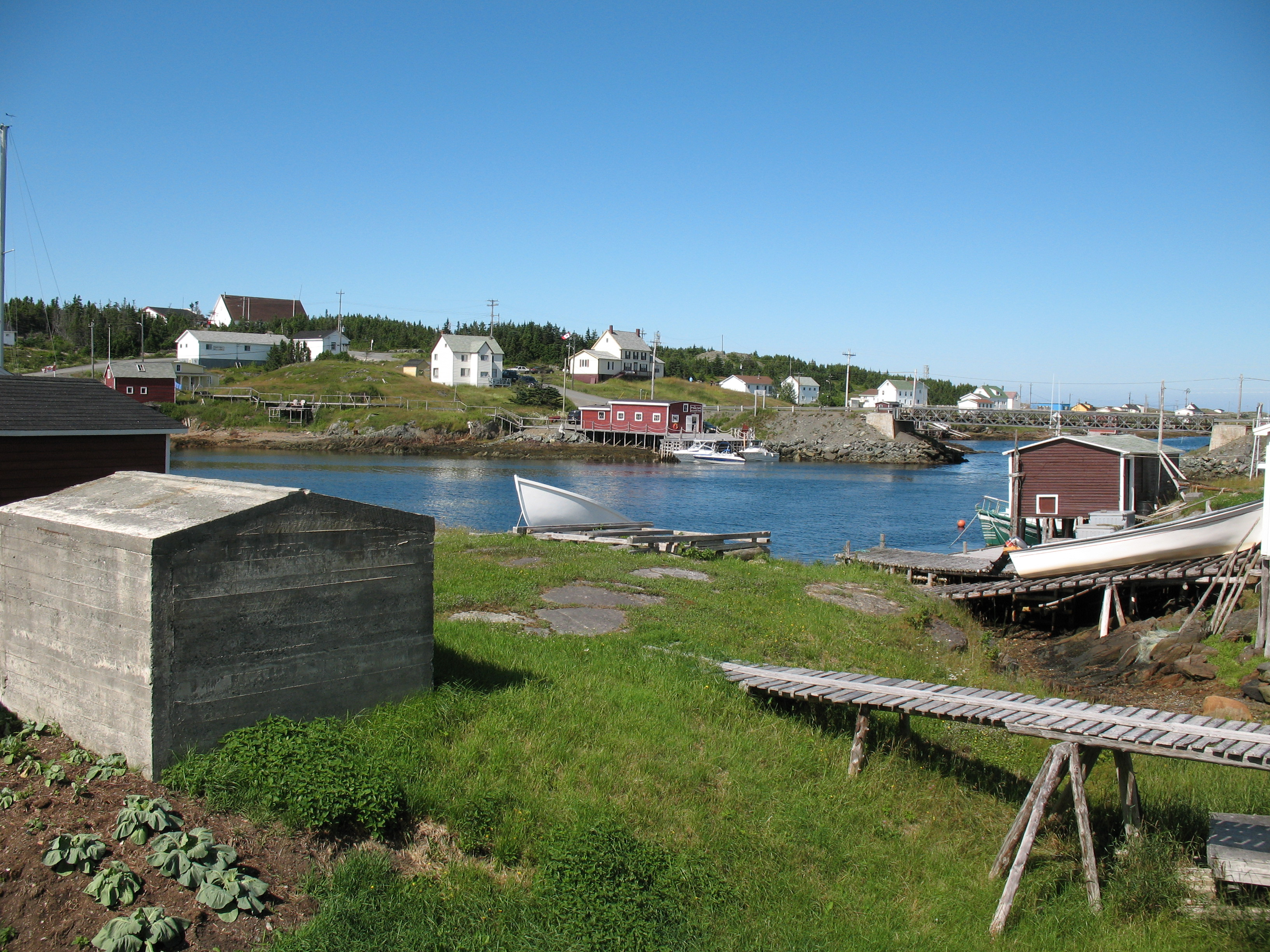
Zicht op de tickle die Change en Diamond Island van elkaar scheidt, met de brug op de achtergrond